# Cup

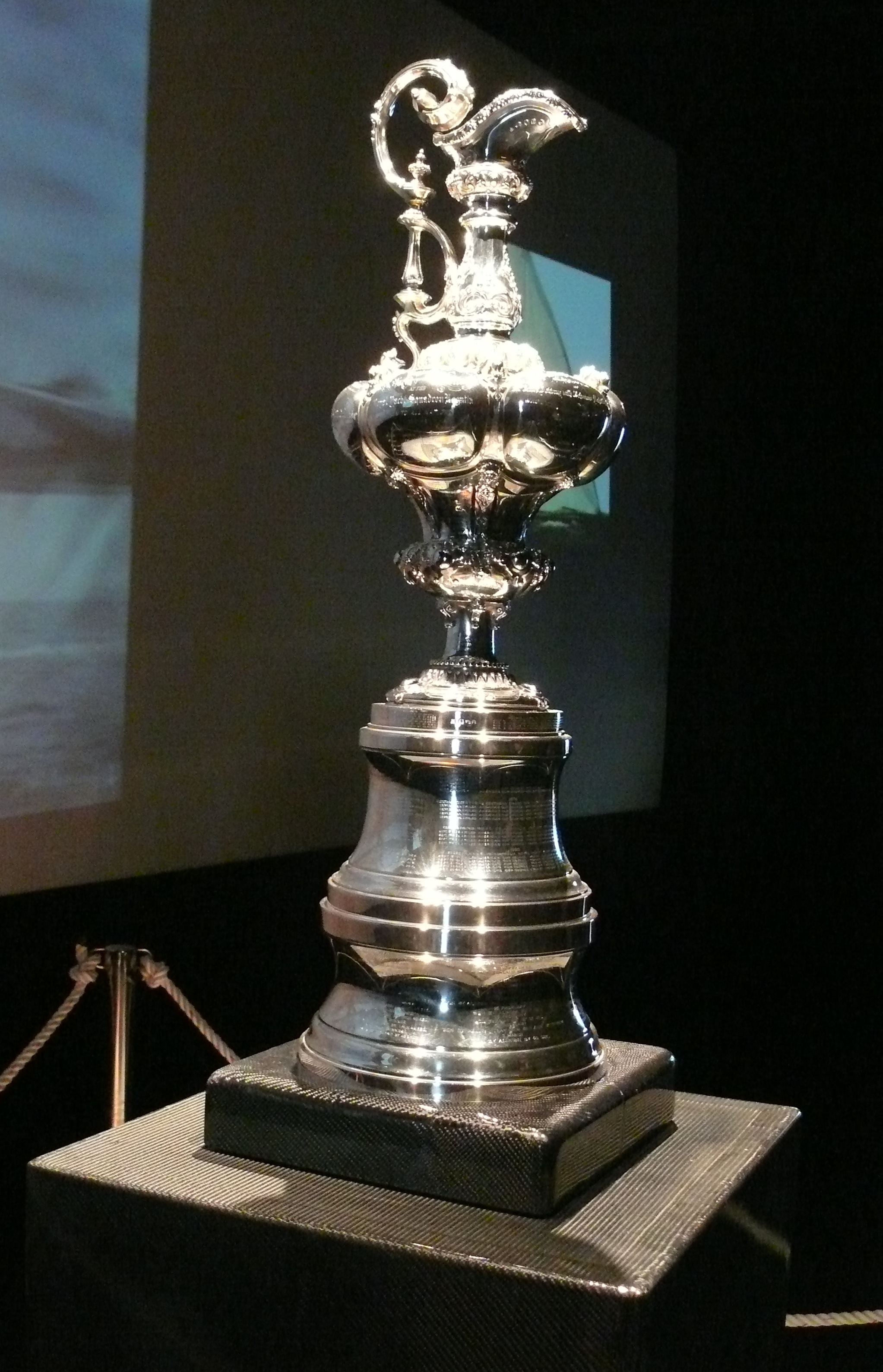
America's Cup-pokalen

Cup är ett begrepp för en tävlings- och turneringsform i utslagsformat, det vill säga att motståndarna paras ihop två och två i enskilda matcher där vinnaren går vidare till nästa omgångs matcher medan förloraren är utslagen ur turneringen och har spelat klart. Turneringen består av flera deltagare, antingen individuella spelare eller lag, och normalt avgör lottdragning vilka deltagare som skall mötas i varje omgång samt inom lagsport, vilket av lagen som skall ha hemmaplan respektive bortaplan. Genom utslagsprincipen halveras antalet deltagare efter varje omgång och turnering avslutas med kvartsfinaler, semifinaler fram till att endast två lag återstår i en direkt avgörande final där vinnaren koras till mästare.
Själva ordet cup syftar på förstapriset, det vill säga en pokal (i praktiken kan prispjäsen också ha annan form, t.ex. en plakett eller ett fat, men tävlingsformen kallas då fortfarande cup). Inom svenska använder man numera oftast den engelskspråkiga termen, medan man exempelvis på tyska fortfarande säger Der UEFA-Pokal om Uefacupen.

## Spelformer
Cupspelet är en spelform där deltagarna inför varje omgång lottas ihop två och två i enskilda matcher där vinnaren av matchen går vidare till nästa omgång och förloraren är utslagen från turneringen, således halveras antalet kvarvarande deltagare efter varje omgång. I vissa turneringar spelas enbart en match mellan motståndarna för att kora en vinnare av matchen, i andra turneringar, framför allt i internationella lagsporter, avgöras vinnaren genom det sammanlagda resultatet över två matcher på hemma- respektive bortaplan för att ge båda lagen fördelen av hemmaplan i en match var, den så kallade Uefa-modellen.
I vissa fall, till exempel, slutspel kan en match avgöras i bäst av tre, fem eller sju matcher mellan de två lagen, samtliga enskilda matcher måste ha en vinnare och det lag som vunnit flest matcher koras som segrare och går vidare till nästa omgång. 
Om resultatet i en enskild cupmatch är oavgjort efter ordinarie speltids slut tillgrips andra metoder för att få ett avgörande till stånd, normalt förlängning eller straffsparksläggning samt i vissa fall även slantsingling.

## Cupspel inom fotboll
En av de äldsta och mest kända cupturneringarna är den engelska FA-cupen som spelas årligen sedan starten 1871. Över 700 lag deltar varje år och slås ut under ett antal förkval och kvalificeringsomgångar fram till tredje omgången då enbart 64 lag återstår. Sedan halveras antalet omgång för omgång i och med att förlorarna i varje omgång slås ut och vinnarna lottas ihop och möts i nästa omgång. I fjärde omgången återstår därmed 32 lag, i femte 16 lag, i sjätte omgången som benämns kvartsfinal återstår 8 lag, i semifinalen 4 lag och i den stora FA-cupfinalen enbart 2 lag som möts på Wembley Stadium och där vinnaren koras till FA-cupmästare.
FA-cupen har bildat grunden till cupspel och varit föregångare till många cupturneringar, både inhemska och internationella.   

### Skillnad mellan cup, serie och mästerskap
Skillnaden mellan en cup och serie/liga var från början otvetydig, en cup var ett renodlat utslagsformat enligt FA-cup-principen där enbart vinnande lag i en match gick vidare till nästa omgång, medan en serie över en förutbestämt antal matcher och omgångar och där lagen rankades i en tabell och där det bästa sammanlagda resultatet korade vinnaren. I en cupturnering måste samtliga matcher vinnas (ingen får förloras) för att ett lag skall koras som slutgiltig segrare. I ett seriespel är det laget med flest poäng som koras som vinnare; ett lag har råd att förlora en eller flera matcher per säsong så länge som laget har samlat fler poäng i form av vunna och oavgjorda matcher än konkurrenterna. Normalt deltar ett lag i serie som är en del av de nationella mästerskapen, Allsvenskan, samt i en eller flera cup-turneringar Intertotocupen, Svenska cupen i fotboll och Uefa Europa League. Att vinna den nationella serien, till exempel Allsvenskan, har en högre status än att vinna cupen (Svenska cupen) då turneringsformen anses svårare att vinna på grund av konkurrensen, samt att en serievinst ger rankningen som landets bästa lag.  
I lagsporter benämns de turneringar som är renodlade utslagsturneringar som cuper, de som spelas i form av en serie benämns serie eller liga och de turneringar där båda spelformerna förekommer kan benämnas antingen eller beroende på vad organisatören föredrar.
Samtliga spelformerna är en form av mästerskap, vinnaren av en cup tituleras cupmästare, vinnaren av en serie för serie- eller ligamästare eller bara mästare.
I många nationella mästerskap i lagsporter, har man seriespel under större delen av året, men avslutar sedan med en cupdel när mästaren slutligen skall koras.

### Uefacupen blir Uefa Europa League etc
Skillnaden mellan vilka turneringar som är cup eller serie har dock blivit mer komplicerad med åren på grund av att många turneringar numera använder båda tävlingsformerna under turneringens gång. De europeiska klubbturneringarna i fotboll Uefacupen, Cupvinnarcupen i fotboll, Europacupen i fotboll var från början renodlade cup- och utslagsturneringar. Numera har de en kombination av både cup och serie-spel i samtliga och har därmed även bytt namn till ligor, Uefacupen heter numera Uefa Europa League och Europacupen heter numera UEFA Champions League. Båda turneringarna har ett renodlat cupspel med direktutslagning i kvalomgångarna därefter tillämpas ett gruppspel i serieform där de bäst placerade lagen i varje grupp går vidare till ett slutspel med ett renodlat cupspel med direktutslagning. I slutspelet halveras antalet lag i varje omgång från åttondelsfinaler, kvartsfinaler, semifinal fram till den stora finalen för att i en direkt avgörande match kora den slutgiltiga segraren.

### Fotbolls-VM
Inom många sporter är världscup ett begrepp. Den fotbollsturnering som på svenska brukar kallas VM går officiellt på engelska under namnet Fifa World Cup ("FIFA:s världscup"). Såsom klubbfotbollen ovan var spelformen för VM i fotboll ursprungligen en cupturnering men har med tiden blivit en turnering med ett inledande gruppspel som sedan i slutspelet övergår till ett renodlat cupspel med direktutslagning. Arrangören FIFA har bibehållit sitt ursprungsnamn och i Sverige benämns det mer neutralt för mästerskap.

## Exempel på olika former av cuper
- America's Cup
- World Cup i ishockey
- World Cup i bandy
- World Cup (snooker)
- Svenska cupen